# Hymenagaricus hymenopileus
Hymenagaricus hymenopileus är en svampart som först beskrevs av Paul Heinemann, och fick sitt nu gällande namn av Paul Heinemann 1981. Hymenagaricus hymenopileus ingår i släktet Hymenagaricus och familjen Agaricaceae.   Inga underarter finns listade i Catalogue of Life.